# Feira da rua Castro
A feira da rua Castro (em inglês:  Castro Street Fair) é uma feira e festival de rua LGBT de São Francisco, Califórnia, Estados Unidos. Esse evento geralmente ocorre no primeiro domingo de outubro no distrito Castro, um bairro majoritariamente gay e um centro social na cidade.